# Paphiopedilum glaucophyllum
Paphiopedilum glaucophyllum là một loài lan thuộc chi Lan hài, họ Lan. Đây là loài thực vật đặc hữu Java, Indonesia.

## Hình ảnh

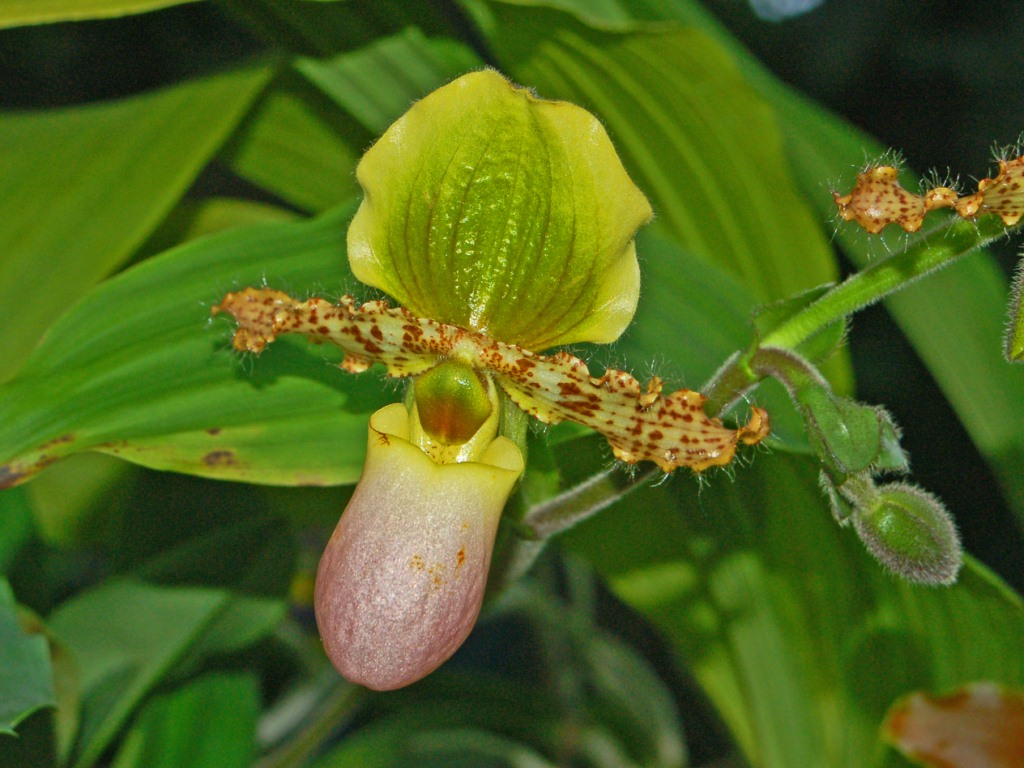
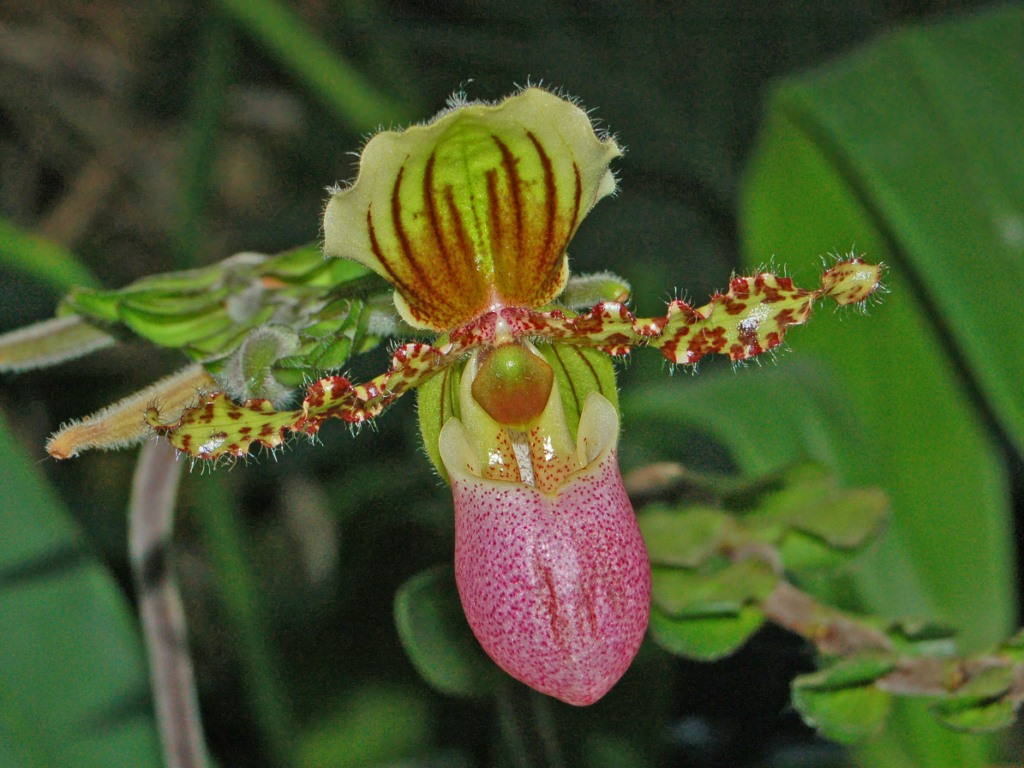
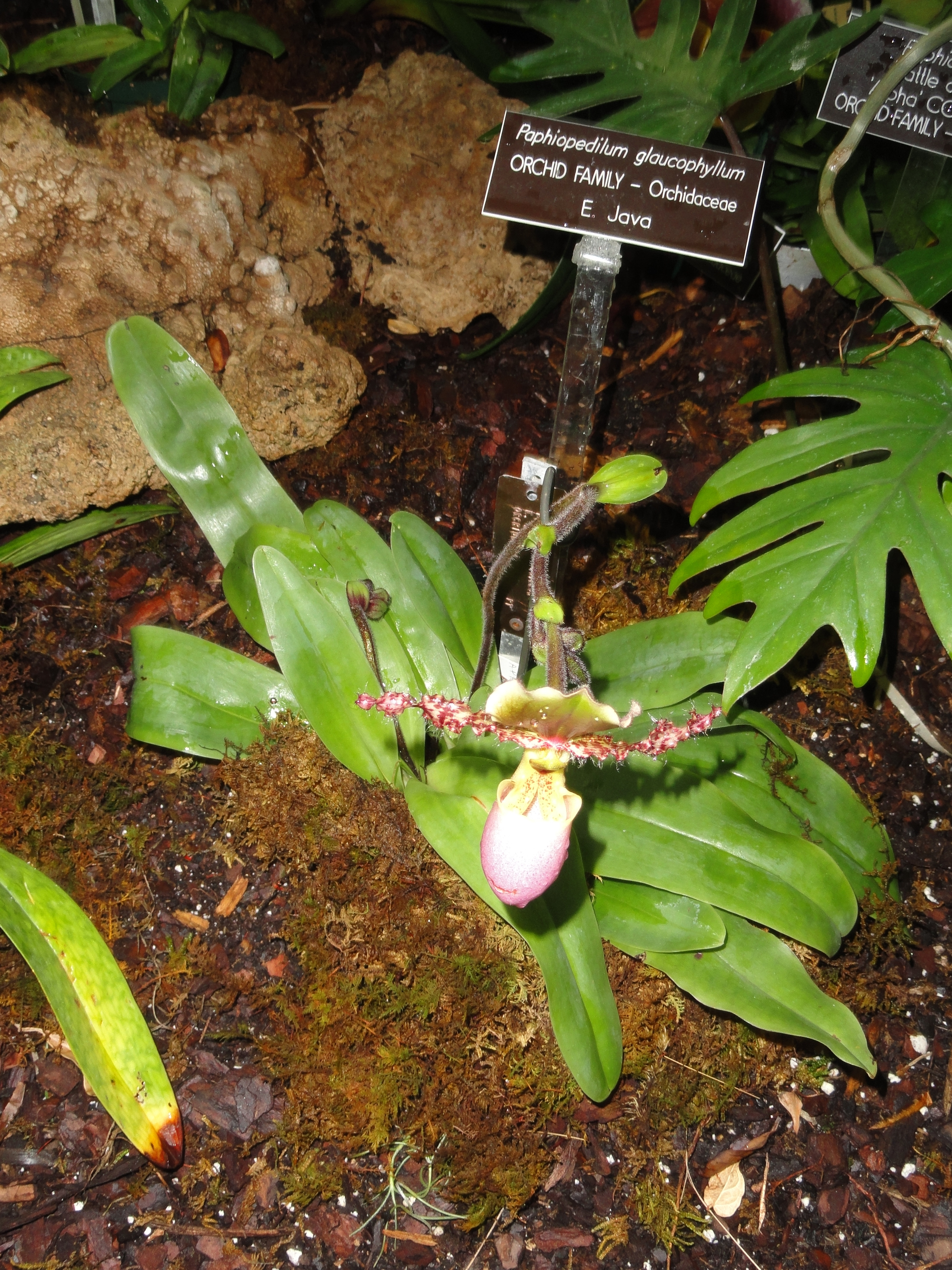
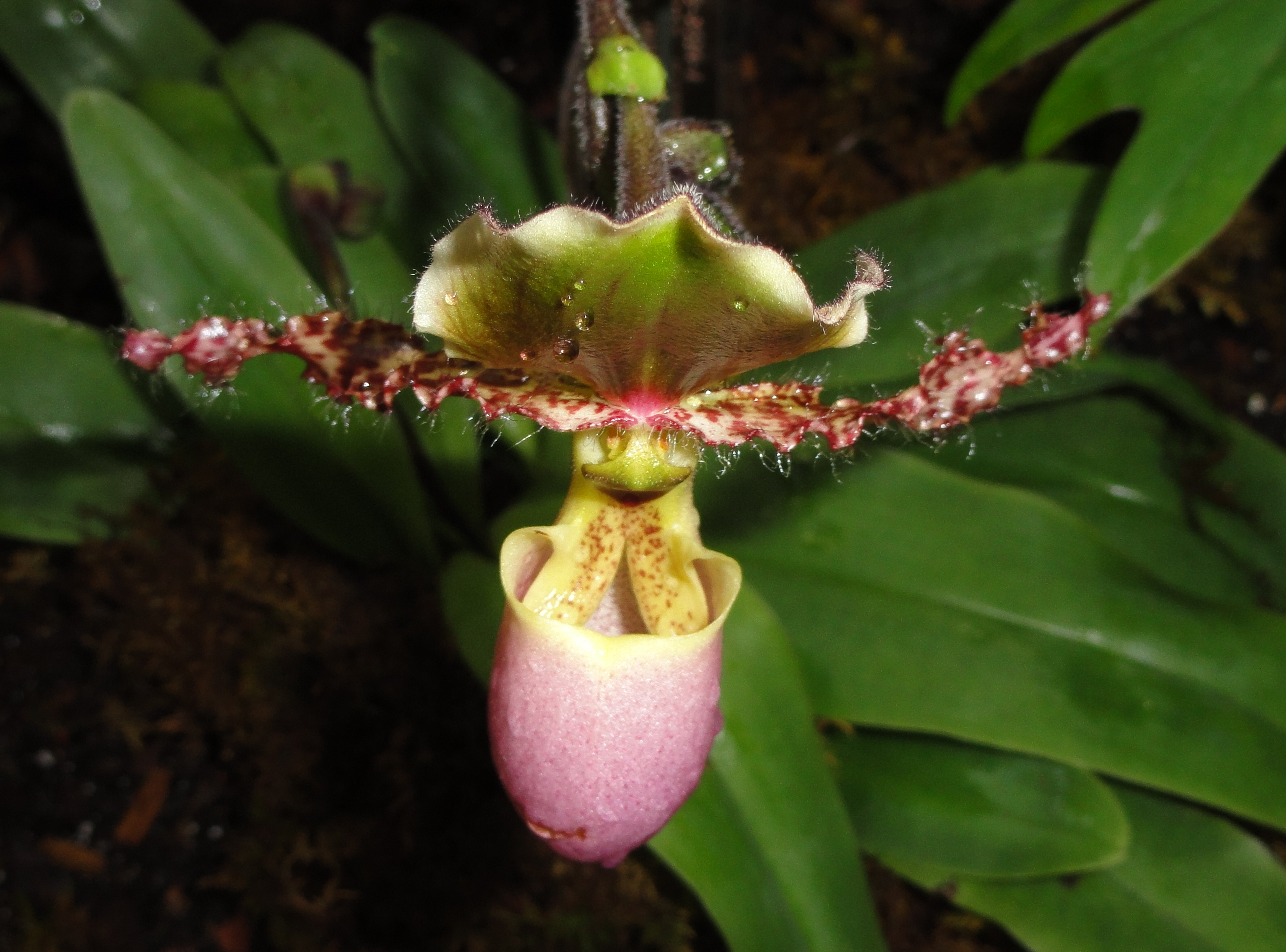